# Stylidium claytonioides
Stylidium claytonioides är en tvåhjärtbladig växtart som beskrevs av W. V. Fitzg. Stylidium claytonioides ingår i släktet Stylidium och familjen Stylidiaceae. Inga underarter finns listade i Catalogue of Life.